# Drużynowe mistrzostwa Polski w szachach
Drużynowe mistrzostwa Polski w szachach – rozgrywki mające na celu wyłonienie najlepszej szachowej drużyny klubowej w Polsce. Mistrzem kraju zostaje zespół, który wygra najwyższą klasę rozgrywek, ekstraligę szachową (wcześniej, do roku 2001, nazywaną I ligą szachową). Rozróżnia się trzy ligi ogólnopolskie (ekstraliga, I liga i II liga) oraz ligi okręgowe (III liga, A-klasa, B-klasa, itd).
Pierwsze mistrzostwa Polski rozegrano w roku 1929. Do roku 1948 w mistrzostwach startowały reprezentacje województw, a od roku 1949 – klubów. Zasady rozgrywania mistrzostw zmieniały się bardzo często: początkowo drużyny stanowili tylko seniorzy, z biegiem lat wprowadzono do zespołów seniorkę i juniora. Od roku 1981 podstawowy skład drużyn jest niezmienny – stanowi go najwyżej pięciu zawodników (szachownice I – V) i przynajmniej jedna zawodniczka (szachownica VI). Kobiety mogą również startować na szachownicach męskich. Każda z drużyn może także posiadać nieograniczoną liczbę zawodników rezerwowych.
Prawie wszystkie turnieje rozegrano systemem kołowym, najczęściej z udziałem 10-12 zespołów. Tylko dwukrotnie (w latach 1990–1991) zastosowano system szwajcarski, z tym że w roku 1990 o pozycjach medalowych decydowały jeszcze mecze barażowe. Pięciokrotnie w historii drużynowych mistrzostw Polski ligę rozegrano systemem dojazdowym. W pozostałych latach obowiązywał system skoszarowany. W 2011 r. mistrzostwa rozegrano systemem 3 zjazdów.
W 2008 r. rozegrano we Wrocławiu pierwsze mistrzostwa w konkurencji kobiet. Drużyny wystąpiły w składach czteroosobowych (plus 1 rezerwowa).

## Medaliści DMP w szachach

### Lata 1929–1949
| Lp | Rok  | Miasto         | I miejsce | II miejsce                                                                                            | III miejsce |
| -- | ---- | -------------- | --- | --- | --- |
| 1  | 1929 | Królewska Huta | Warszawa | Łódź                                                                                                  | Kraków |
|    |      |                | P. Frydman, R. Feinmesser, L. Kremer, S. Kohn, H. Pogorieły, K. Piltz, A. Blass                                                            | T. Regedziński, D. Daniuszewski, J. Kolski, I. Appel, S. Rozenbaum, W. Goldfarb, M. Hirschbein        | M. Chwojnik, T. Kończyński, Spritzer, S. Październy, J. Kleczyński, E. Rubinstein, E. Gross                                     |
| 2  | 1934 | Katowice       | Warszawa | Łódź                                                                                                  | Lwów |
|    |      |                | D. Przepiórka, M. Najdorf, L. Kremer, L. Tuhan-Baranowski, J. Jagielski, Z. Miller, J. Sternfeld                                           | I. Appel, T. Regedziński, J. Kolski, A. Szpiro, E. Kahane, I. Grynfeld                                | H. Friedman, O. Słobodzian, I. Popiel, F. Sulik, I. Schächter, S. Metzger, K. Tennenbaum, B. Towarnicki                         |
| 3  | 1946 | Katowice       | Łódź | Kraków                                                                                                | Katowice |
|    |      |                | J. Gadaliński, I. Grynfeld, K. Wróblewski, T. Dryzek, S. Kwapisz, F. Damański                                                              | B. Śliwa, A. Tarnowski, T. Ciejka, A. Bocheński, W. Litmanowicz, M. Gałuszka, T. Szulc, K. Wendeker   | E. Sojka, E. Byrtek, W. Balcarek, E. Zahorski, Z. Ogórek, Zakrzewski, H. Pokorski, Rosikoń, Zeiger, E. Szmigielok, W. Witkowski |
| 4  | 1947 | Łódź           | Łódź | Pomorze                                                                                               | Kraków |
|    |      |                | A. Pytlakowski, I. Grynfeld, K. Makarczyk, J. Gadaliński, W. Matkowski, J. Piechota, S. Kwapisz, K. Wróblewski, P. Katajew, W. Leszczyński | H. Szapiel, S. Czerniaków, Z. Gaworski, A. Jurkiewicz, J. Kowalski, F. Chybicki, W. Nowacki           | B. Śliwa, A. Tarnowski, E. Arłamowski, A. Bocheński, W. Litmanowicz, T. Wojtasiewicz, A. Kwilecki, B. Nowak, H. Rewkiewicz      |
| 5  | 1948 | Wrocław        | Kraków | Pomorze                                                                                               | Warszawa |
|    |      |                | B. Śliwa, A. Tarnowski, E. Arłamowski, T. Ciejka, Z. Tarkowski, K. Gdański, A. Kwilecki, H. Swinarski, E. Tkacz                            | A. Jurkiewicz, H. Szapiel, S. Czerniaków, W. Nowacki, J. Kowalski, F. Chybicki, W. Górny, B. Burdelak | S. Gawlikowski, N. Borowski, Granowski, S. Zapolski, C. Krulisch, J. Szukszta, A. Gayer                                         |
| 6  | 1949 | Szczecin       | AZS Gliwice | Ogniwo Kraków                                                                                         | Ognisko Łódź |
|    |      |                | B. Towarnicki, J. Sowiński, J. Stokłosa, T. Wróbel, A. Potyka, W. Sobotkowski                                                              | K. Gdański, B. Nowak, A. Zuber, Z. Tarkowski, C. Wesołowski, T. Maczek                                | F. Damański, Lewkowicz, K. Wróblewski, Kaczmarek, L. Rydel, Uzarski, Dyskant                                                    |

### Lata 1951–1959
| Lp | Rok  | Miasto         | I miejsce | II miejsce | III miejsce |
| -- | ---- | -------------- | --- | --- | --- |
| 7  | 1951 | Liga dojazdowa | Kolejarz Kraków | AZS Gliwice | Ogniwo Kraków |
|    |      |                | T. Ciejka, L. Krystowski, A. Bocheński, F. Major, S. Rudzki, B. Fijak, J. Belcarz, A. Osikowicz, J. Żelechowski, J. Borucki, A. Karaś                                        | A. Dzięciołowski, B. Towarnicki, J. Sowiński, J. Stokłosa, A. Potyka, W. Sobotkowski, M. Michnowicz, J. Juszczyk, K. Hołuj                                                 | B. Śliwa, A. Tarnowski, E. Arłamowski, K. Gdański, C. Wesołowski, A. Zuber, A. Szyszko-Bohusz, W. Woroniecka, M. Gałuszka, T. Szulc, K. Berezecki, F. Wesely, G. Puchalski, M. Woroniecki, |
| 8  | 1952 | Zakopane       | Kolejarz Warszawa | AZS Gliwice | Spójnia Bydgoszcz |
|    |      |                | S. Gawlikowski, J. Szukszta, Z. Miller, T. Dobrzański, J. Chądzyński, W. Nowicki, A. Cukrowski, B. Wojciechowska, A. Trzęsowski                                              | A. Dzięciołowski, B. Towarnicki, J. Stokłosa, J. Sowiński, A. Potyka, W. Sobotkowski, R. Kmiecik, K. Hołuj, Stefaniak                                                      | H. Szapiel, F. Chybicki, J. Bratoszewski, J. Kowalski, S. Barche, Wolniewicz, W. Jagodziński, Ćwikielowa, Barański                                                                         |
| 9  | 1953 | Katowice       | Ogniwo Warszawa | Kolejarz Kraków | AZS Gliwice |
|    |      |                | K. Plater, J. Duda, Z. Solecki, C. Krulisch, E. Rysak, J. Migaj, T. Łojek, M. Kałęcka-Litmanowicz                                                                            | T. Ciejka, K. Woźniak, L. Krystowski, A. Bocheński, O. Słobodzian, B. Fijak, E. Orzechowski, A. Litwińska, F. Major, A. Karaś                                              | A. Dzięciołowski, J. Sowiński, B. Towarnicki, H. Śliwiński, W. Sobotkowski, J. Stokłosa, W. Niwiński, K. Hołuj, Z. Gugółka                                                                 |
| 10 | 1954 | Warszawa       | Ogniwo Kraków | DWP Warszawa | Włókniarz Łódź |
|    |      |                | B. Śliwa, E. Arłamowski, K. Gdański, T. Wojtasiewicz, F. Wesely, C. Wesołowski, J. Ruszczycki, R. Gąsiorowski, H. Jaśkowska, K. Wojtasiewicz, A. Szyszko-Bohusz, E. Knapczyk | A. Pytlakowski, W. Litmanowicz, S. Witkowski, C. Bass, A. Karnkowski, T. Wróbel, W. Klus, J. Żemantowski, M. Litmanowicz, Z. Kubis, W. Dąbrowski, J. Wachtel, J. Średnicki | J. Gadaliński, J. Panasewicz, Kaczmarek, W. Balcerowski, F. Damański, K. Wróblewski, L. Rydel, Stasiak, R. Herman, Kunikowski, J. Górski                                                   |
| 11 | 1955 | Wrocław        | AZS Gliwice | AZS Warszawa | Start Katowice |
|    |      |                | A. Dzięciołowski, J. Sowiński, J. Domański, B. Towarnicki, W. Sobotkowski, H. Śliwiński, Z. Radzikowski, J. Rozewicz, W. Niwiński, K. Hołuj, L. Stopa, S. Radtke             | K. Plater, W. Święcicki, Z. Solecki, A. Sydor, F. Prochownik, B. Kruczyński, W. Kosiński, B. Kusiński, Jachołkowska                                                        | W. Balcarek, E. Sojka, S. Brzózka, E. Byrtek, H. Śliwiński, Z. Kloza, S. Kornasiewicz, K. Knapik                                                                                           |
| 12 | 1956 | Liga dojazdowa | DWP Warszawa | AZS Kraków | Start Katowice |
|    |      |                | R. Dworzyński, A. Pytlakowski, S. Witkowski, I. Grynfeld, R. Drozd, W. Litmanowicz, M. Litmanowicz, T. Wróbel, W. Klus, W. Dąbrowski, M. Motyka                              | E. Nahlik, M. Galewicz, J. Kostro, R. Czermiński, W. Jurkiewicz, A. Karaś, I. Nowak                                                                                        | W. Balcarek, E. Sojka, S. Brzózka, Z. Kloza, S. Kornasiewicz, E. Byrtek, K. Knapik |
| 13 | 1957 | Liga dojazdowa | KKSz WDK Kraków | Start Katowice | Drukarz Warszawa |
|    |      |                | B. Śliwa, E. Arłamowski, K. Gdański, E. Knapczyk, O. Słobodzian, J. Stokłosa, A. Jurczyńska, F. Wesely, F. Major, R. Gąsiorowski, C. Wesołowski                              | W. Balcarek, E. Sojka, S. Brzózka, Z. Kloza, S. Kornasiewicz, K. Badylak, K. Knapik, E. Olej                                                                               | I. Grynfeld, Z. Solecki, S. Witkowski, I. Suchorski, W. Grudzieński, M. Mannke, M. Lerka                                                                                                   |
| 14 | 1958 | Liga dojazdowa | Start Katowice | KKSz WDK Kraków | ŁKS Łódź |
|    |      |                | W. Balcarek, S. Brzózka, E. Nahlik, Z. Kloza, S. Kornasiewicz, E. Olej, K. Knapik, K. Badylak, A. Przybyszewski                                                              | E. Arłamowski, E. Knapczyk, O. Słobodzian, R. Gąsiorowski, A. Szyszko-Bohusz, T. Ciejka, A. Jurczyńska                                                                     | A. Karnkowski, W. Balcerowski, J. Piechota, J. Panasewicz, K. Wróblewski, F. Damański, R. Herman                                                                                           |
| 15 | 1959 | Liga dojazdowa | Polonia Warszawa | Start Katowice | ŁKS Łódź |
|    |      |                | J. Szukszta, S. Gawlikowski, J. Szpotański, A. Filipowicz, N. Borowski, A. Adamski, J. Adamski, G. Piszczyk, W. Kurowski, Z. Burakowski                                      | W. Balcarek, S. Brzózka, E. Nahlik, Z. Kloza, S. Kornasiewicz, M. Szpakowski, A. Sieroń, Z. Knapik                                                                         | W. Balcerowski, J. Gadaliński, J. Piechota, F. Damański, J. Pajączkowski, W. Szalecki, M. Fijałkowski, R. Herman                                                                           |

### Lata 1960–1969
| Lp | Rok  | Miasto      | I miejsce | II miejsce | III miejsce |
| -- | ---- | ----------- | --- | --- | --- |
| 16 | 1960 | Wrocław     | Legion Warszawa | KKSz Kraków | Start Katowice |
|    |      |             | A. Filipowicz, J. Szukszta, S. Gawlikowski, W. Litmanowicz, N. Borowski, M. Ziembiński, R. Marszałek, M. Litmanowicz, A. Adamski, W. Kurowski, J. Adamski                             | B. Śliwa, E. Arłamowski, E. Knapczyk, T. Ciejka, Z. Węglowski, O. Słobodzian, S. Porębski, A. Jurczyńska, J. Ruszczycki, R. Gąsiorowski, M. Korfel                                     | S. Brzózka, W. Balcarek, A. Dzięciołowski, E. Nahlik, E. Sojka, Z. Kloza, W. Radecki, K. Radzikowska, S. Kornasiewicz, M. Szpakowski, A. Sieroń, M. Szpakowska                |
| 17 | 1961 | Wrocław     | Legion Warszawa | Hetman Wrocław | AZS Kraków |
|    |      |             | A. Filipowicz, J. Szukszta, A. Pytlakowski, S. Gawlikowski, A. Adamski, N. Borowski, J. Adamski, M. Litmanowicz, R. Marszałek, A. Zieliński, J. Szota                                 | Z. Doda, C. Błaszczak, S. Witkowski, Z. Terlecki, L. Chrzanowski, S. Ćwiąkała, Z. Kwaśniewski, H. Jochelson                                                                            | J. Kostro, M. Galewicz, B. Marciszewski, R. Czermiński, W. Jurkiewicz, A. Trzeszczkowski, M. Gąsior, H. Konarkowska, A. Karaś, K. Wojtasiewicz, S. Biały, T. Pawlak           |
| 18 | 1962 | Wrocław     | KKSz Kraków | Hetman Wrocław | Legion Warszawa |
|    |      |             | B. Śliwa, E. Arłamowski, Z. Węglowski, T. Ciejka, E. Knapczyk, J. Stokłosa, C. Jędrzejek, A. Jurczyńska, J. Ruszczycki, K. Woźniak                                                    | Z. Terlecki, F. Prochownik, C. Błaszczak, L. Chrzanowski, J. Stępniewski, Z. Kwaśniewski, T. Drelinkiewicz, H. Jochelson                                                               | A. Filipowicz, J. Szukszta, S. Gawlikowski, A. Adamski, W. Litmanowicz, N. Borowski, W. Schinzel, M. Litmanowicz, E. Sztejn, Z. Burakowski, J. Szota, G. Piszczyk             |
| 19 | 1963 | Wisła       | Legion Warszawa | Start Łódź | Start Katowice |
|    |      |             | K. Plater, A. Filipowicz, J. Szukszta, S. Gawlikowski, J. Adamski, W. Litmanowicz, W. Schinzel, J. Szota, A. Pytlakowski, N. Borowski, E. Sztejn, L. Tomaszewicz, T. Klecha           | W. Balcerowski, J. Gadaliński, W. Matkowski, T. Żółtek, M. Fijałkowski, T. Chmielewski, A. Łuczak, R. Herman                                                                           | E. Nahlik, W. Balcarek, A. Dzięciołowski, W. Łuczynowicz, M. Szpakowski, S. Kornasiewicz, W. Radecki, S. Malina                                                               |
| 20 | 1964 | Częstochowa | Legion Warszawa | Hutnik Nowa Huta | Start Łódź |
|    |      |             | K. Plater, A. Filipowicz, S. Gawlikowski, J. Szukszta, A. Pytlakowski, W. Litmanowicz, A. Zieliński, M. Litmanowicz, M. Skipietrow, E. Sztejn, R. Marszałek, P. Bartkiewicz, J. Szota | J. Bednarski, J. Kostro, S. Porębski, R. Gąsiorowski, J. Lesiak, T. Maczek, L. Pawłowski, E. Kowalska                                                                                  | W. Balcerowski, J. Gadaliński, W. Matkowski, T. Żółtek, T. Chmielewski, S. Furs, A. Łuczak, R. Herman                                                                         |
| 21 | 1965 | Kraków      | Start Łódź | Legion Warszawa | Start Katowice |
|    |      |             | W. Balcerowski, H. Podolski, J. Gadaliński, W. Matkowski, A. Karnkowski, T. Chmielewski, A. Łuczak, A. Hellwig                                                                        | K. Plater, J. Adamski, S. Gawlikowski, J. Szukszta, R. Marszałek, E. Sztejn, K. Hordyński, M. Litmanowicz, M. Skipietrow, W. Schinzel, C. Krulisch, W. Ufnal, P. Bartkiewicz, J. Szota | W. Łuczynowicz, A. Dzięciołowski, W. Balcarek, S. Kornasiewicz, Z. Kloza, M. Szpakowski, E. Ledwoń, K. Radzikowska                                                            |
| 22 | 1966 | Warszawa    | Start Lublin | Start Łódź | Legion Warszawa |
|    |      |             | A. Sydor, Z. Jamroz, K. Pytel, T. Lipski, Z. Wojcieszyn, Słomak, Rapcewicz, A. Jurczyńska, Kołodziejczyk, E. Kowalska                                                                 | W. Balcerowski, H. Podolski, W. Matkowski, A. Karnkowski, A. Łuczak, T. Chmielewski, M. Fabianowski, A. Hellwig                                                                        | A. Filipowicz, K. Plater, J. Adamski, W. Schinzel, A. Pytlakowski, S. Gawlikowski, K. Hordyński, J. Szota, J. Szukszta, R. Marszałek, M. Skipietrow, W. Ufnal, M. Litmanowicz |
| 23 | 1967 | Wrocław     | Legion Warszawa | Maraton Warszawa | Start Lublin |
|    |      |             | J. Adamski, A. Filipowicz, K. Plater, J. Szukszta, R. Marszałek, S. Gawlikowski, A. Kociszewski, J. Szota, W. Schinzel, M. Skipietrow, J. Vobożil, M. Litmanowicz                     | S. Brzózka, R. Grąbczewski, S. Witkowski, W. Zabierzański, M. Kwieciński, L. Adasiak, J. Lewi, L. Oboron                                                                               | A. Sydor, Z. Jamroz, W. Dobrzyński, K. Pytel, T. Lipski, K. Zakrzewski, A. Tomaszewski, A. Jurczyńska                                                                         |
| 24 | 1968 | Poznań      | Maraton Warszawa | Legion Warszawa | Start Katowice |
|    |      |             | R. Grąbczewski, S. Witkowski, S. Brzózka, J. Lewi, M. Kwieciński, W. Juchimiuk, A. Sznapik, E. Kowalska-Lipska, B. Kusiński, J. Orczyk, L. Adasiak, L. Oboron                         | A. Filipowicz, R. Marszałek, J. Szukszta, K. Plater, A. Pytlakowski, S. Gawlikowski, K. Kaiszauri, J. Szota, M. Fijałkowski, L. Tomaszewicz, J. Vobożil, M. Litmanowicz                | H. Śliwiński, A. Dzięciołowski, W. Łuczynowicz, W. Balcarek, S. Kornasiewicz, M. Szpakowski, J. Bielczyk, K. Radzikowska, Z. Kloza, S. Kipiński, A. Sieroń, A. Szpakowska     |
| 25 | 1969 | Wrocław     | Legion Warszawa | Maraton Warszawa | Pocztowiec Poznań |
|    |      |             | J. Adamski, J. Szukszta, A. Filipowicz, R. Marszałek, W. Schinzel, K. Plater, K. Kaiszauri, J. Szota, M. Fijałkowski, L. Tomaszewicz, W. Ufnal, A. Łokasto                            | R. Grąbczewski, S. Witkowski, S. Brzózka, R. Dworzyński, W. Zabierzański, W. Juchimiuk, A. Sznapik, E. Kowalska-Lipska                                                                 | W. Schmidt, P. Ereński, M. Nowacki, J. Gralka, E. Półtorak, L. Tarkowski, W. Kruszyński, H. Ereńska-Radzewska, J. Małolepsza                                                  |

### Lata 1970–1979
| Lp | Rok  | Miasto      | I miejsce | II miejsce | III miejsce |
| -- | ---- | ----------- | --- | --- | --- |
| 26 | 1970 | Poznań      | Maraton Warszawa | Start Lublin | Start Katowice |
|    |      |             | S. Witkowski, R. Grąbczewski, R. Dworzyński, S. Brzózka, A. Adamski, M. Kwieciński, A. Sznapik, E. Kowalska-Lipska, W. Zabierzański | K. Pytel, K. Zakrzewski, S. Wach, Z. Wojcieszyn, T. Lipski, H. Dobosz, J. Kraśkiewicz, B. Pytel                                                    | H. Śliwiński, A. Dzięciołowski, Z. Kloza, W. Balcarek, W. Łuczynowicz, S. Kipiński, J. Bielczyk, K. Radzikowska     |
| 27 | 1971 | Wisła       | Start Lublin | Legion Warszawa | Pocztowiec Poznań                                                                                                   |
|    |      |             | Z. Jamroz, K. Zakrzewski, S. Wach, T. Lipski, Z. Wojcieszyn, H. Dobosz, B. Pytel, Z. Gosek, J. Kraśkiewicz                          | J. Adamski, A. Filipowicz, J. Szukszta, M. Fijałkowski, R. Marszałek, A. Łokasto, J. Vobożil, J. Szota, S. Gawlikowski, A. Trylski, M. Litmanowicz | W. Schmidt, P. Ereński, J. Gralka, E. Półtorak, A. Wiland, A. Mięsowicz, W. Kruszyński, H. Ereńska-Radzewska        |
| 28 | 1972 | Międzygórze | Legion Warszawa | Maraton Warszawa | Start Lublin |
|    |      |             | A. Filipowicz, J. Adamski, R. Marszałek, J. Szukszta, S. Gawlikowski, M. Litmanowicz, A. Łokasto, M. Fijałkowski, A. Pytlakowski    | A. Sznapik, R. Grąbczewski, S. Witkowski, A. Adamski, S. Brzózka, E. Kowalska-Lipska, M. Ziembiński                                                | K. Pytel, Z. Jamroz, S. Wach, Z. Wojcieszyn, H. Dobosz, B. Pytel, K. Zakrzewski                                     |
| 29 | 1973 | Bydgoszcz   | Maraton Warszawa | Start Katowice | Start Lublin |
|    |      |             | W. Schmidt, A. Sznapik, R. Grąbczewski, S. Witkowski, A. Adamski, E. Kowalska-Lipska, R. Dworzyński, W. Ehrenfeucht, M. Ziembiński  | J. Bielczyk, K. Pinkas, H. Śliwiński, A. Dzięciołowski, W. Balcarek, K. Radzikowska, J. Widera                                                     | K. Pytel, Z. Jamroz, K. Zakrzewski, S. Wach, H. Dobosz, B. Pytel, Z. Wojcieszyn, Z. Gosek, J. Kraśkiewicz           |
| 30 | 1974 | Poznań      | Maraton Warszawa | Start Lublin | Łączność Bydgoszcz                                                                                                  |
|    |      |             | W. Schmidt, A. Sznapik, R. Grąbczewski, S. Witkowski, A. Adamski, E. Kowalska-Lipska, W. Ehrenfeucht, S. Brzózka, M. Ziembiński     | K. Pytel, A. Sydor, Z. Jamroz, H. Dobosz, S. Wach, B. Pytel                                                                                        | J. Pokojowczyk, A. Maciejewski, J. Gralka, W. Jagodziński, G. Chrapkowski, L. Turczynowicz                          |
| 31 | 1975 | Augustów    | Maraton Warszawa | Start Katowice | Anilana Łódź |
|    |      |             | W. Schmidt, A. Sznapik, R. Grąbczewski, S. Witkowski, A. Adamski, E. Kowalska-Lipska, M. Ziembiński, W. Ehrenfeucht, J. Marks       | J. Bielczyk, K. Pinkas, Z. Hurnik, J. Widera, J. Przewoźnik, K. Radzikowska, Z. Kardyś                                                             | W. Balcerowski, T. Żółtek, J. Łachut, W. Świć, Z. Bator, G. Szmacińska, R. Grzelak, T. Rakowiecki                   |
| 32 | 1976 | Ciechocinek | Maraton Warszawa | Anilana Łódź | Start Katowice |
|    |      |             | W. Schmidt, A. Sznapik, R. Grąbczewski, S. Witkowski, A. Adamski, E. Kowalska-Lipska, M. Ziembiński                                 | W. Balcerowski, W. Świć, T. Żółtek, J. Łachut, Z. Bator, G. Szmacińska, T. Rakowiecki                                                              | J. Bielczyk, K. Pinkas, A. Dzięciołowski, Z. Hurnik, M. Twardoń, K. Radzikowska, J. Przewoźnik, J. Widera           |
| 33 | 1977 | Katowice    | Maraton Warszawa | Anilana Łódź | Legion Warszawa |
|    |      |             | W. Schmidt, A. Sznapik, S. Witkowski, A. Adamski, R. Grąbczewski, E. Kowalska-Lipska, M. Ziembiński                                 | W. Balcerowski, W. Świć, T. Żółtek, Z. Bator, T. Rakowiecki, G. Szmacińska, J. Łachut, R. Grzelak                                                  | J. Adamski, A. Filipowicz, R. Marszałek, A. Łokasto, S. Wach, A. Brustman, B. Borysiak                              |
| 34 | 1978 | Szeligi     | Łączność Bydgoszcz | Legion Warszawa | Maraton Warszawa |
|    |      |             | J. Pokojowczyk, A. Maciejewski, W. Kruszyński, W. Jagodziński, G. Chrapkowski, H. Jagodzińska                                       | J. Adamski, A. Filipowicz, R. Marszałek, A. Łokasto, B. Borysiak, A. Brustman, B. Michalak, Z. Biegański                                           | W. Schmidt, A. Sznapik, A. Adamski, R. Grąbczewski, S. Witkowski, E. Kowalska-Lipska, M. Ziembiński, W. Ehrenfeucht |
| 35 | 1979 | Lublin      | Maraton Warszawa | Avia Świdnik | Hutnik Warszawa |
|    |      |             | W. Schmidt, A. Sznapik, S. Witkowski, A. Adamski, R. Grąbczewski, E. Kowalska-Lipska, M. Ziembiński, W. Ehrenfeucht                 | K. Pytel, Z. Szymczak, M. Hawełko, T. Lipski, Z. Księski, B. Pytel, M. Praszak, I. Kasprzyk                                                        | M. Fijałkowski, J. Konikowski, K. Pańczyk, H. Petryk, K. Sznapik, E. Sosnowska, Z. Sęk, K. Marcinkowski             |

### Lata 1980–1989
| Lp | Rok  | Miasto           | I miejsce | II miejsce                                                                                                | III miejsce |
| -- | ---- | ---------------- | --- | --- | --- |
| 36 | 1980 | Jaszowiec        | Legion Warszawa                                                                                                  | Avia Świdnik                                                                                              | Maraton Warszawa |
|    |      |                  | J. Adamski, A. Filipowicz, R. Marszałek, B. Borysiak, W. Matkowski, A. Brustman, R. Hass, L. Plaskota            | K. Pytel, Z. Szymczak, M. Hawełko, Z. Księski, T. Lipski, B. Pytel, M. Praszak, I. Kasprzyk               | A. Sznapik, W. Schmidt, A. Adamski, S. Witkowski, R. Grąbczewski, E. Kowalska, M. Ziembiński, S. Brzózka                               |
| 37 | 1981 | Lubniewice       | Maraton Warszawa                                                                                                 | Legion Warszawa                                                                                           | Avia Świdnik |
|    |      |                  | W. Schmidt, A. Sznapik, A. Adamski, S. Witkowski, R. Grąbczewski, E. Kowalska, P. Staniszewski, M. Ziembiński    | J. Adamski, A. Filipowicz, R. Marszałek, B. Borysiak, A. Łokasto, A. Brustman, W. Matkowski, R. Hass      | K. Pytel, Z. Szymczak, Z. Księski, M. Hawełko, T. Lipski, B. Pytel, M. Praszak, I. Kasprzyk                                            |
| 38 | 1982 | Gdynia           | Avia Świdnik | Start Lublin                                                                                              | Chemik Bydgoszcz |
|    |      |                  | K. Pytel, Z. Szymczak, Z. Księski, M. Hawełko, T. Lipski, B. Pytel, M. Praszak, I. Kasprzyk                      | A. Sydor, J. Przewoźnik, H. Dobosz, J. Dybowski, S. Wach, Z. Ciechocińska, R. Izdebski, R. Probola        | A. Maciejewski, J. Gralka, S. Sokołowski, K. Żołnierowicz, W. Hanasz, M. Wiese, M. Mazalon                                             |
| 39 | 1983 | Kule             | Maraton Warszawa                                                                                                 | Skra Częstochowa                                                                                          | Chemik Bydgoszcz |
|    |      |                  | A. Sznapik, P. Staniszewski, A. Adamski, S. Witkowski, W. Ehrenfeucht, E. Kowalska                               | J. Flis, A. Sygulski, R. Tomaszewski, T. Giżyński, W. Sapis, B. Sikora, T. Karpik                         | A. Maciejewski, J. Gralka, K. Żołnierowicz, W. Hanasz, A. Maliszewski, M. Wiese, A. Grabowski, R. Maślanka                             |
| 40 | 1984 | Jaszowiec        | Legion Warszawa                                                                                                  | Chemik Bydgoszcz                                                                                          | Górnik 09 Mysłowice |
|    |      |                  | J. Adamski, R. Marszałek, B. Sygulski, R. Hass, A. Łokasto, A. Brustman, M. Maćkowiak, K. Strzelecki, A. Trylski | A. Maciejewski, J. Gralka, A. Grabowski, W. Hanasz, A. Maliszewski, M. Wiese, R. Maślanka                 | W. Kruszyński, J. Bielczyk, S. Kostyra, M. Twardoń, H. Sobura, H. Wesołowska, B. Graczyk                                               |
| 41 | 1985 | Międzybrodzie    | Pocztowiec Poznań                                                                                                | Górnik 09 Mysłowice                                                                                       | Lech Poznań |
|    |      |                  | I. Nowak, M. Stypka, L. Węglarz, R. Kujawski, B. Sołtys, H. Ereńska-Radzewska, P. Staniszewski                   | J. Bielczyk, W. Kruszyński, M. Twardoń, H. Sobura, L. Kawczyński, H. Wesołowska, T. Tomalczyk             | P. Stempin, R. Bernard, Z. Doda, J. Woda, M. Bernat, E. Kaczmarek, A. Stempin                                                          |
| 42 | 1986 | Porąbka-Kozubnik | Legion Warszawa                                                                                                  | Górnik 09 Mysłowice                                                                                       | Kolejarz Katowice |
|    |      |                  | A. Filipowicz, W. Sapis, A. Szypulski, R. Hass, A. Łokasto, A. Brustman, A. Trylski, A. Szymański                | J. Bielczyk, H. Sobura, W. Kruszyński, M. Twardoń, T. Chachaj, H. Wesołowska, T. Tomalczyk, L. Kawczyński | W. Schmidt, A. Sygulski, M. Bakalarz, J. Szałajdewicz, Z. Kardyś, I. Świecik                                                           |
| 43 | 1987 | Jachranka        | Lech Poznań | Legion Warszawa                                                                                           | Kolejarz Katowice |
|    |      |                  | P. Stempin, R. Bernard, Z. Doda, J. Woda, P. Jezierski, E. Kaczmarek, D. Pędzich                                 | A. Filipowicz, W. Sapis, A. Szypulski, R. Marszałek, A. Łokasto, A. Brustman, R. Hass, L. Węglarz         | W. Schmidt, A. Sygulski, J. Adamski, H. Dobosz, J. Szałajdewicz, I. Świecik, J. Dawidów                                                |
| 44 | 1988 | Krynica          | Pocztowiec Poznań                                                                                                | Kolejarz Katowice                                                                                         | Polonia Warszawa |
|    |      |                  | I. Nowak, M. Stypka, K. Urban, R. Kujawski, L. Węglarz, H. Ereńska-Radzewska                                     | W. Schmidt, J. Adamski, A. Sygulski, H. Dobosz, J. Dawidów, I. Świecik, J. Szałajdewicz, M. Ciszek        | A. Wojtkiewicz, J. Petkēvičs, K. Pańczyk, S. Dejkało, M. Sarwiński, A. Fornal, R. Bugajski, M. Kolasiński, A. Kujawski, T. Małachowski |
| 45 | 1989 | Łeba             | Legion Warszawa                                                                                                  | Kolejarz Katowice                                                                                         | Lech Poznań |
|    |      |                  | R. Kuczyński, A. Filipowicz, J. Flis, R. Hass, B. Grabarczyk, A. Brustman                                        | W. Schmidt, J. Adamski, H. Dobosz, J. Dawidów, M. Ciszek, I. Świecik, Z. Kardyś                           | P. Stempin, J. Woda, R. Bernard, Z. Doda, D. Pędzich, E. Nowicka, P. Jezierski                                                         |

### Lata 1990–1999
| Lp | Rok  | Miasto     | I miejsce | II miejsce                                                                                            | III miejsce |
| -- | ---- | ---------- | --- | --- | --- |
| 46 | 1990 | Bydgoszcz  | BBTS Włókniarz Bielsko-Biała                                                                                   | Piast Słupsk                                                                                          | AZS PL Wrocław |
|    |      |            | M. Matlak, S. Iwanow, T. Giżyński, J. Agrest, M. Jaworski, B. Sikora-Giżyńska, A. Jakubiec, M. Kempys          | W. Czechow, J. Gdański, K. Żołnierowicz, W. Sapis, A. Cichocki, T. Czechowa, P. Gdański               | Z. Jaśnikowski, V. Malisauskas, M. Buś, A. Pieniążek, R. Włodarczyk, A. Szmigielska, A. Jarzyński                    |
| 47 | 1991 | Mikołajki  | Stilon Gorzów Wielkopolski                                                                                     | BBTS Włókniarz Bielsko-Biała                                                                          | Hańcza Suwałki |
|    |      |            | M. Krasenkow, J. Przewoźnik, J. Pisuliński, A. Czerwoński, J. Siekański, B. Kaczorowska                        | M. Matlak, S. Iwanow, J. Agrest, T. Giżyński, M. Jaworski, B. Sikora-Giżyńska, A. Jakubiec            | A. Kveinys, L. Ostrowski, D. Drzemicki, D. Klimaszewski, M. Morchat, J. Ciruk, L. Damarkaite                         |
| 48 | 1992 | Rewal      | Miedź Legnica                                                                                                  | Polonia Warszawa                                                                                      | BBTS Włókniarz Bielsko-Biała                                                                                         |
|    |      |            | J. Glejzerow, W. Sapis, K. Typek, G. Łukasiewicz, W. Janocha, K. Baginskaite, A. Cybulak, Z. Bojczuk           | A. Wojtkiewicz, J. Gdański, K. Pańczyk, B. Macieja, A. Kujawski, A. Brustman, R. Siekaczyński         | S. Iwanow, J. Agrest, M. Matlak, M. Jaworski, A. Jakubiec, B. Sikora-Giżyńska, T. Giżyński                           |
| 49 | 1993 | Lubniewice | Stilon Gorzów Wielkopolski                                                                                     | Polonia Warszawa                                                                                      | Miedź Legnica |
|    |      |            | M. Krasenkow, R. Kuczyński, J. Przewoźnik, J. Pisuliński, A. Czerwoński, B. Kaczorowska                        | A. Wojtkiewicz, J. Gdański, B. Macieja, K. Pańczyk, A. Kujawski, R. Siekaczyński, A. Brustman         | J. Glejzerow, W. Sapis, K. Typek, G. Łukasiewicz, W. Janocha, Z. Bojczuk, A. Cybulak, B. Ziętek-Czerwońska           |
| 50 | 1994 | Lubniewice | Stilon Gorzów Wielkopolski                                                                                     | BBTS Włókniarz Bielsko-Biała                                                                          | Górnik Zabrze |
|    |      |            | M. Krasenkow, R. Kuczyński, A. Czerwoński, J. Pisuliński, J. Przewoźnik, I. Siekańska                          | S. Iwanow, M. Matlak, A. Jakubiec, T. Giżyński, M. Jaworski, C. Spisak, B. Sikora-Giżyńska            | W. Czechow, R. Ciemniak, G. Masternak, J. Dubiel, M. Twardoń, J. Kiedrowicz, Z. Wiliczkiewicz                        |
| 51 | 1995 | Lubniewice | Stilon Gorzów Wielkopolski                                                                                     | BBTS Włókniarz Bielsko-Biała                                                                          | Polonia ComputerLand Warszawa                                                                                        |
|    |      |            | M. Krasenkow, R. Kuczyński, A. Czerwoński, J. Pisuliński, J. Przewoźnik, B. Kaczorowska                        | S. Iwanow, M. Matlak, A. Jakubiec, M. Jaworski, C. Spisak, B. Sikora-Giżyńska                         | A. Wojtkiewicz, W. Cieszkowski, J. Gdański, B. Soćko, B. Macieja, D. Pędzich, A. Brustman                            |
| 52 | 1996 | Augustów   | Polonia PKO BP Warszawa                                                                                        | Pribo Hańcza Suwałki                                                                                  | Chrobry Głogów |
|    |      |            | E. Rozentalis, J. Gdański, B. Macieja, B. Soćko, D. Pędzich, A. Brustman                                       | A. Kveinys, L. Ostrowski, A. Szypulski, P. Bobras, J. Ciruk, R. Gąsiorowski, J. Krynicka              | T. Markowski, A. Pieniążek, P. Skalik, G. Łukasiewicz, J. Żyła, M. Zielińska                                         |
| 53 | 1997 | Krynica    | Stilon Gorzów Wielkopolski                                                                                     | Polonia PKO BP Warszawa                                                                               | Rymer Niedobczyce |
|    |      |            | M. Krasenkow, I. Chenkin, P. Jaracz, A. Czerwoński, J. Pisuliński, J. Przewoźnik, M. Nurkiewicz, I. Radziewicz | E. Rozentalis, A. Wojtkiewicz, J. Gdański, B. Macieja, D. Pędzich, B. Soćko, A. Brustman              | M. Kamiński, M. Grabarczyk, B. Grabarczyk, A. Jakubiec, H. Seifert, S. Kostyra, A. Cudnik, M. Kludacz, H. Wesołowska |
| 54 | 1998 | Lubniewice | Stilon Gorzów Wielkopolski                                                                                     | Polonia PKO BP Warszawa                                                                               | Pocztowiec Poznań |
|    |      |            | M. Krasenkow, I. Chenkin, T. Markowski, P. Jaracz, J. Przewoźnik, A. Czerwoński, J. Pisuliński, I. Radziewicz  | E. Rozentalis, B. Macieja, B. Soćko, R. Kuczyński, D. Pędzich, P. Blehm, A. Brustman                  | K. Urban, W. Schmidt, P. Stempin, L. Węglarz, I. Nowak, M. Szeląg, M. Bobrowska, H. Ereńska                          |
| 55 | 1999 | Suwałki    | Polonia Animex Warszawa                                                                                        | Gant Hetman Wrocław                                                                                   | Stilon Gorzów Wielkopolski                                                                                           |
|    |      |            | M. Krasenkow, E. Rozentalis, B. Soćko, B. Macieja, R. Kuczyński, A. Brustman                                   | A. Wojtkiewicz, E. Kengis, M. Kamiński, Z. Jaśnikowski, M. Buś, M. Perdek, G. Antkowiak, M. Zielińska | T. Markowski, P. Jaracz, M. Matlak, O. Michalski, P. Liwak, J. Przewoźnik, I. Radziewicz                             |

### Lata 2000–2009
| Lp | Rok  | Miasto     | I miejsce | II miejsce | III miejsce                                                                                             |
| -- | ---- | ---------- | --- | --- | --- |
| 56 | 2000 | Zakopane   | Polonia Plus GSM Warszawa | PTSz Płock | Gant Hetman Wrocław                                                                                     |
|    |      |            | M. Krasenkow, E. Rozentalis, J. Gdański, B. Macieja, B. Soćko, P. Blehm, R. Kuczyński, M. Soćko, J. Dworakowska, A. Brustman | M. Grabarczyk, P. Staniszewski, A. Jakubiec, B. Grabarczyk, Krzysztof Jakubowski (szachista)K. Jakubowski, M. Sarwiński, D. Iwaniuk, K. Jurkiewicz | A. Wojtkiewicz, K. Mitoń, M. Kamiński, Z. Jaśnikowski, P. Dobrowolski, G. Antkowiak, M. Zielińska       |
| 57 | 2001 | Głogów     | Polonia Plus GSM Warszawa | Devo Maraton Łomża | Pocztowiec TP SA Poznań                                                                                 |
|    |      |            | B. Macieja, E. Rozentalis, M. Krasenkow, B. Soćko, J. Gdański, P. Blehm, R. Kuczyński, M. Soćko, J. Dworakowska              | R. Kempiński, A. Kawalou, P. Bobras, J. Piński, Krzysztof Jakubowski (szachista)K. Jakubowski, M. Zielińska                                        | K. Urban, W. Schmidt, M. Szeląg, P. Stempin, L. Węglarz, J. Owczarzak, H. Ereńska                       |
| 58 | 2002 | Lubniewice | Polonia Plus GSM Warszawa | AZS UMCS Lublin | Polfa Grodzisk Maz.                                                                                     |
|    |      |            | M. Krasenkow, B. Macieja, R. Kempiński, E. Rozentalis, B. Soćko, T. Markowski, J. Gdański, A. Brustman, M. Soćko             | W. Dydyszko, P. Jaracz, R. Antoniewski, M. Dziuba, M. Myć, P. Stoma, B. Jaracz                                                                     | P. Acs, Ł. Cyborowski, B. Heberla, M. Nurkiewicz, A. Grzelak, A. Deszczyński, J. Adamski, I. Radziewicz |
| 59 | 2003 | Lubniewice | Polonia Plus GSM Warszawa | Polfa Grodzisk Maz. | PTSz Płock                                                                                              |
|    |      |            | B. Macieja, T. Markowski, M. Krasenkow, R. Kempiński, B. Soćko, J. Gdański, M. Soćko                                         | P. Acs, Ł. Cyborowski, K. Mitoń, M. Grabarczyk, B. Heberla, M. Nurkiewicz, I. Radziewicz                                                           | A. Jakubiec, G. Gajewski, R. Wojtaszek, R. Jedynak, K. Jędryczka, K. Zapolski, J. Worek                 |
| 60 | 2004 | Dźwirzyno  | Polonia Plus GSM Warszawa | Polfa Grodzisk Maz. | Damis Warszawa                                                                                          |
|    |      |            | B. Macieja, M. Krasenkow, R. Kempiński, T. Markowski, B. Soćko, J. Gdański, M. Soćko                                         | K. Mitoń, Ł. Cyborowski, M. Grabarczyk, B. Heberla, M. Nurkiewicz, M. Tazbir, I. Radziewicz                                                        | E. Rozentalis, M. Bartel, P. Łagowski, M. Krysztofiak, K. Kuźmicz, B. Kądziołka                         |
| 61 | 2005 | Lubniewice | Polonia Plus GSM Warszawa | Polfa Grodzisk Maz. | JKSz-MCKiS Jaworzno                                                                                     |
|    |      |            | M. Krasenkow, R. Kempiński, B. Soćko, B. Macieja, T. Markowski, M. Soćko                                                     | Ł. Cyborowski, M. Grabarczyk, B. Grabarczyk, M. Nurkiewicz, M. Marszałek, A. Deszczyński, M. Tazbir, I. Radziewicz                                 | S. Fedorczuk, P. Bobras, M. Matlak, D. Szoen, D. Gumuła, E. Andrzejewska                                |
| 62 | 2006 | Ustroń     | Polonia Plus GSM Warszawa | AZS UMCS Lublin | JKSz-MCKiS Jaworzno                                                                                     |
|    |      |            | B. Soćko, B. Macieja, E. Rozentalis, R. Kempiński, M. Bartel, M. Soćko, B. Kądziołka                                         | W. Dydyszko, Ł. Cyborowski, M. Dziuba, G. Gajewski, P. Jaracz, D. Czarnota                                                                         | S. Fedorczuk, P. Bobras, J. Czakon, M. Matlak, D. Szoen, D. Gumuła, J. Worek                            |
| 63 | 2007 | Ustroń     | WASKO HetMaN Szopienice Katowice                                                                                             | Polonia Warszawa | AZS UMCS Lublin                                                                                         |
|    |      |            | K. Mitoń, E. Rozentalis, J. Gdański, B. Heberla, K. Bulski, J. Dworakowska                                                   | M. Krasenkow, B. Soćko, M. Bartel, B. Macieja, R. Kempiński, M. Olszewski, B. Kądziołka                                                            | W. Dydyszko, G. Gajewski, Ł. Cyborowski, M. Dziuba, P. Jaracz, M. Krysztofiak, M. Przeździecka          |
| 64 | 2008 | Karpacz    | WASKO HetMaN Szopienice Katowice                                                                                             | AZS UMCS Lublin | Polonia Warszawa                                                                                        |
|    |      |            | D. Navara, K. Mitoń, P. Bobras, J. Gdański, B. Heberla, J. Dworakowska                                                       | R. Wojtaszek, G. Gajewski, M. Dziuba, Ł. Cyborowski, P. Jaracz, M. Przeździecka                                                                    | M. Krasenkow, B. Soćko, R. Kempiński, B. Macieja, E. Rozentalis, M. Olszewski, M. Soćko                 |
| 65 | 2009 | Lublin     | Polonia Warszawa | WASKO HetMaN Szopienice Katowice | Polonia Votum Wrocław                                                                                   |
|    |      |            | M. Krasenkow, B. Macieja, R. Kempiński, E. Rozentalis, M. Olszewski, D. Czarnota                                             | B. Soćko, K. Mitoń, V. Babula, P. Bobras, B. Heberla, J. Gdański, M. Soćko                                                                         | A. Wołokitin, M. Bartel, D. Świercz, A. Leniart, R. Lubczyński, I. Rajlich, J. Zawadzka, E. Dusza       |

### Lata 2010–2019
| Lp | Rok  | Miasto                         | I miejsce | II miejsce | III miejsce |
| -- | ---- | ------------------------------ | --- | --- | --- |
| 66 | 2010 | Katowice                       | WASKO HetMaN Szopienice Katowice                                                                                         | Pasjonat Dankowice                                                                                             | Polonia Votum Wrocław |
|    |      |                                | D. Navara, B. Soćko, K. Mitoń, J. Gdański, P. Bobras, B. Heberla, M. Soćko                                               | S. Żyhałka, R. Antoniewski, W. Moranda, Ł. Cyborowski, M. Matlak, M. Bobula, M. Paździora, J. Worek            | R. Wojtaszek, M. Bartel, C. Balogh, D. Świercz, A. Leniart, J. Zawadzka                                                                  |
| 67 | 2011 | Wrocław Międzybrodzie Katowice | PGNiG Polonia Warszawa                                                                                                   | WASKO HetMaN Szopienice Katowice                                                                               | Stilon Gorzów Wielkopolski |
|    |      |                                | B. Macieja, R. Kempiński, G. Gajewski, E. Rozentalis, M. Olszewski, T. Warakomski, D. Pędzich, J. Dworakowska            | D. Navara, B. Soćko, K. Mitoń, J. Gdański, B. Heberla, V. Babula, P. Bobras, K. Bulski, M. Soćko               | J. Kryworuczko, M. Krasenkow, K. Piorun, K. Dragun, M. Rutkowski, K. Klim, B. Kądziołka                                                  |
| 68 | 2012 | Warszawa Gorzów Wlkp. Katowice | Polonia Warszawa | WASKO HetMaN Szopienice Katowice                                                                               | Stilon Gorzów Wielkopolski |
|    |      |                                | B. Macieja, G. Gajewski, R. Kempiński, E. Rozentalis, M. Olszewski, T. Warakomski, A. Muzyczuk, K. Szczepkowska-Horowska | D. Navara, B. Soćko, K. Mitoń, P. Bobras, J. Gdański, K. Bulski, G. Masternak, M. Soćko, M. Michna, A. Zozulia | J. Kryworuczko, M. Krasenkow, K. Piorun, M. Kanarek, K. Dragun, M. Rutkowski, K. Klim, B. Kądziołka, K. Wiśniowska                       |
| 69 | 2013 | Wrocław Gorzów Wlkp. Katowice  | WASKO HetMaN Szopienice Katowice                                                                                         | Stilon Gorzów Wielkopolski                                                                                     | Polonia Wrocław |
|    |      |                                | D. Navara, O. Areszczenko, G. Gajewski, B. Soćko, K. Mitoń, P. Bobras, K. Bulski, J. Gdański, M. Soćko                   | J. Kryworuczko, W. Moranda, K. Piorun, K. Dragun, M. Kanarek, A. Czerwoński, B. Kądziołka                      | R. Wojtaszek, M. Bartel, D. Świercz, D. Mastrowasilis, K. Stachowiak, R. Lubczyński, P. Dobrowolski, K. Jasik, O. Wieczorek, J. Zawadzka |
| 70 | 2014 | Gorzów Wlkp. Wrocław Katowice  | VOTUM SA Polonia Wrocław                                                                                                 | WASKO HETMAN Katowice                                                                                          | Akademia Szachowa Future Processing Gliwice                                                                                              |
|    |      |                                | D. Świercz, M. Bartel, D. Mastrowasilis, W. Moranda, D. Sadzikowski, J. Zawadzka                                         | R. Wojtaszek, D. Navara, O. Areszczenko, G. Gajewski, B. Soćko, K. Mitoń, K. Bulski, M. Soćko                  | R. Kempiński, T. Markowski, M. Olszewski, M. Szeląg, J. Tomczak, T. Warakomski, M. Chlost                                                |

## Medalistki DMP kobiet w szachach
| Lp | Rok  | Miasto        | I miejsce                                                                    | II miejsce                                           | III miejsce                                                         |
| -- | ---- | ------------- | ---------------------------------------------------------------------------- | ---------------------------------------------------- | ------------------------------------------------------------------- |
| 1  | 2008 | Wrocław       | PREFROW MKSz Rybnik                                                          | Polonia Wrocław                                      | AZS PL Wrocław                                                      |
|    |      |               | K. Szczepkowska-Horowska, B. Kądziołka, K. Toma, A. Matras-Clement, A. Krupa | I. Rajlich, J. Zawadzka, M. Krupa, A. Iwanow         | M. Zawadzka, D. Hermanowicz, M. Kucypera, K. Poznańska              |
| 2  | 2009 | Wrocław       | PREFROW MKSz Rybnik                                                          | Drakon Lublin                                        | Polonia Wrocław                                                     |
|    |      |               | M. Soćko, K. Szczepkowska-Horowska, A. Matras-Clement, A. Krupa, A. Dziodzio | B. Jaracz, M. Przeździecka, K. Toma, M. Motor        | I. Rajlich, J. Zawadzka, M. Krupa, U. Grochocińska, M. Barburzyńska |
| 3  | 2010 | Wrocław       | PREFROW MKSz Rybnik                                                          | Polonia Wrocław                                      | Drakon Lublin                                                       |
|    |      |               | M. Soćko, K. Szczepkowska-Horowska, A. Matras-Clement, A. Krupa, A. Dziodzio | J. Zawadzka, M. Krupa, A. Iwanow, K. Poznańska       | K. Toma, B. Jaracz, M. Przeździecka, M. Kozak                       |
| 4  | 2011 | Wrocław       | Polonia Wrocław                                                              | Drakon Lublin                                        | Stilon Gorzów Wielkopolski                                          |
|    |      |               | J. Zawadzka, M. Krupa, A. Iwanow, K. Poznańska, A. Dadełło                   | K. Toma, B. Jaracz, M. Przeździecka, E. Przeździecka | B. Kądziołka, K. Wiśniowska, J. Górecka, M. Demidowicz              |
| 5  | 2012 | Wrocław       | MCKiS Jaworzno                                                               | Drakon Lublin                                        | Polonia Wrocław                                                     |
|    |      |               | J. Worek, E. Jakubiec, J. Guzik, K. Jurkiewicz                               | K. Toma, B. Jaracz, M. Przeździecka, E. Przeździecka | J. Zawadzka, K. Poznańska, P. Cagara, U. Grochocińska, M. Kucypera  |
|    | 2013 | nie rozegrano | nie rozegrano                                                                | nie rozegrano                                        | nie rozegrano                                                       |